# Matías Viña
Matías Nicolás Viña Susperreguy (Empalme Olmos, 1997. november 9. –) uruguayi válogatott labdarúgó, az AS Roma játékosa.

## Pályafutása

### Klubcsapatokban
A Nacional korosztályos csapataiban nevelkedett. 2017. április 2-án debütált az első csapatban a Boston River elleni bajnoki mérkőzésen. Április 6-án első bajnoki gólját is megszerezte a River Plate ellen. 2020. január 31-én a brazil Palmeiras csapatába igazolt, ahol csapatával a kupát, az állami bajnokságot és a Copa Libertadorest is megnyerték. 2021 augusztusában az olasz AS Roma csapatába igazolt. Augusztus 19-én mutatkozott be a török Trabzonspor elleni Konferencia Liga rájátszásában. Három nappal később a Fiorentina ellen a bajnokságban is debütált a 3–1-re megnyert mérkőzésen. Pályára lépett a Konferencia Liga-döntőjében, amelyet a holland Feyenoord ellen 1–0-ra megnyertek.
2023. január 20-án az angol Bournemouth 15 millió eurós vételi opcióval kölcsönbe vette a szezon végéig. Február 4-én mutatkozott be a Brighton & Hove Albion ellen 1–0-ra elvesztett bajnoki mérkőzésen. Április 15-én megszerezte első gólját a Tottenham Hotspur csapata ellen 3–2-re megnyert találkozón.

### A válogatottban
Részt vett a 2017-es Dél-amerikai U20-as labdarúgó-bajnokságon és a 2017-es U20-as labdarúgó-világbajnokságon, előbbi tornán aranyérmesként távozott. 2019. szeptember 7-én mutatkozott be a felnőtt válogatottban Costa Rica elleni felkészülési találkozón. Részt vett a 2021-es Copa Américán és a 2022-es labdarúgó-világbajnokságon.

## Sikerei, díjai

### Klub
- Nacional
  - Uruguayi Primera División: 2019
  - Uruguayi szuperkupa: 2019

- Palmeiras
  - São Paulo állami bajnokság: 2020
  - Brazil kupa: 2020
  - Copa Libertadores: 2020, 2021

- AS Roma
  - UEFA Konferencia Liga: 2021–22

### Válogatott
- Uruguay U20
  - Dél-amerikai U20-as labdarúgó-bajnokság: 2017